# Vretaholms herrgård
Vretaholms säteri är en herrgård strax norr om Gränna i Gränna socken i Jönköpings kommun i Småland (Jönköpings län).
Vretaholms säteri har en nyklassicistisk huvudbyggnad i trä från 1790 och  med två våningar och ett flackt valmtak. Byggnaden har sitt nuvarande yttre utseende från omkring 1840.
Vid Vretaholm strax ligger det 103 hektar stora naturreservatet Vretaholms eklandskap på de Östra Vätternbranterna. Det senare området sträcker sig från Tenhult i söder till Omberg i norr. 